# Korrie Louwes
Korrie Louwes (Nieuwerkerk aan den IJssel, 11 juni 1966) is een Nederlandse politica voor D66.
Louwes studeerde geschiedenis aan de Rijksuniversiteit Leiden. Van 1990 tot 2010 was ze werkzaam voor de ministeries van Algemene Zaken, Financiën, Economische Zaken en Sociale Zaken en Werkgelegenheid. Na de gemeenteraadsverkiezingen van 2010 werd ze voor D66 benoemd tot wethouder van Arbeidsmarkt, Hoger Onderwijs, Innovatie en Participatie van de gemeente Rotterdam. Ze was wethouder tot mei 2014 en werkt  sedert 2016 bij Berenschot als Senior Managing Consultant. Louwes is getrouwd en heeft twee kinderen.